# 富田山城有料道路
富田山城有料道路（とみだやまじょうゆうりょうどうろ）は、三重県四日市市市内にある無料開放された県道。

## 概要
1973年（昭和48年）10月に着工し、1980年（昭和55年）4月に国道1号から東名阪自動車道 四日市東ICまで開通（全面開通は1984年（昭和59年）3月）。この道路を通すために出た土砂をトロッコ電車で運び、道路先にある霞ヶ浦埠頭が建設された。
1994年（平成6年）11月に三重県道64号上海老茂福線になり、1996年（平成8年）7月に全区間通行料無料となった。
霞ヶ浦コンビナートから東名阪自動車道 四日市東ICまで一直線に作られており、トラックやタンクローリーが多い。日中は国道23号（名四国道）高架下の信号交差点付近では慢性的な渋滞が起こる。国道1号交差部分は立体交差化が完了し渋滞が解消されている。
現在は四日市東ICまで4車線化工事が完了している。

## 沿線風景
国道1号・国道23号（名四国道）側は住宅地があるが、茂福付近では田んぼが広がる。
大矢知地区では西に向かって上り坂となる。この付近は無料開放された頃から開発が進み、ガソリンスタンド、スーパーマーケット・ホームセンターがある。
坂の途中では北勢バイパスとの接続工事を行っている。
坂を登りきると周辺は物流センターが多くあり、料金所跡より西側1km強は下り坂となるが周辺には何も無い。
下りきると四日市大学の入口があり、すぐ東名阪自動車道の入口となる。交差点の入口の反対側にはガソリンスタンドや自動車ディーラーや物流センターなどがある。
終点の信号交差点はあかつき台の中の掘割構造となっている。